# Виснапуу, Хенрик
Хе́нрик Ви́снапуу (эст. Henrik Visnapuu; род. 2 января 1890, приход Хелме, Лифляндская губерния, Российская империя — 3 апреля 1951, Лонг-Айленд, Нью-Йорк, США) — эстонский поэт и драматург.

## Биография
По профессии — учитель. Окончил уездную школу в Юрьеве, в 1907 году сдал при гимназии в Нарве экзамен на квалификацию учителя начальных классов, после чего работал в школах.
В 1912 году вернулся в Юрьев, где преподавал в женской гимназии эстонский язык и литературу. Начал посещать лекции по философии в Тартуском университете, в который поступил в 1916 году. Общался с русскими имажинистами. С 1922 по 1923 год учился в Берлине.
С 1917 по 1935 год занимался журналистикой. В 1935—1944 годы (в том числе во время немецкой оккупации Эстонии) — сотрудник отдела культуры государственного управления информации. Весьма вероятно был автором некролога своего друга поэта Игоря Северянина, умершего в Таллине в декабре 1941 года
Отозвавшись на бомбардировку Таллина советской авиацией в марте 1944 года, написал стихотворение «Uus Herodes» («Современный Ирод»)..
В связи с наступлением Красной армии в 1944 году бежал в Германию; в 1949 году переехал в США.

## Творчество
Первые стихотворения Х. Виснапуу относятся к 1908 году. Совместно с поэтессой Марией Ундер, писателями Фридебертом Тугласом, Иоганнесом Барбарусом, Августом Гайлитом и другими литераторами входил в основанную в 1917 году группу «Сиуру», выступал как поэт-символист. Испытал сильное влияние футуризма и экспрессионизма. В период 20-х — 30-х годов XX века стал одним из крупнейших эстонских поэтов своего времени. 
Русскоязычному читателю творчество Виснапуу известно по двум книгам стихов, переведённым на русский язык Игорем Северяниным («Amores», 1922; «Полевая фиалка», 1939).

## Издания
- Поэты Эстонии. — Ленинград: Советский писатель, 1971 (Библиотека поэта. Малая серия).